# Khmaralita
La khmaralita és un mineral de la classe dels silicats, que pertany al grup de la safirina. Anomenada així per la seva localitat tipus, la qual fou anomenada en honor d'Ivan Fedorovich Khmara.

## Característiques
La khmaralita és un silicat de fórmula química (Mg,Al,Fe)16[(Al,Si,Be)₁₂O36]O₄. Cristal·litza en el sistema monoclínic. La seva duresa a l'escala de Mohs és 7.
Segons la classificació de Nickel-Strunz, la khmaralita pertany a «09.DH - Inosilicats amb 4 cadenes senzilles periòdiques, Si₄O₁₂» juntament amb els següents minerals: ohmilita, haradaïta, suzukiïta, batisita, shcherbakovita, taikanita, krauskopfita, balangeroïta, gageïta, enigmatita, dorrita, høgtuvaïta, krinovita, makarochkinita, rhönita, serendibita, welshita, wilkinsonita, safirina, leucofanita, surinamita, deerita, howieïta, taneyamalita, johninnesita i agrel·lita.

## Formació i jaciments
S'ha descrit en un únic espècimen de pegmatita. Només s'ha descrit a l'Antàrtida.